# 18836 Реймундто
18836 Реймундто (18836 Raymundto) — астероїд головного поясу, відкритий 13 липня 1999 року.
Тіссеранів параметр щодо Юпітера — 3,642.